# Барвінківська сільська рада
Барвінківська сільська рада — колишня адміністративно-територіальна одиниця та орган місцевого самоврядування у Чоповицькому, Коростенському і Малинському районах Житомирської області УРСР та України з адміністративним центром у селі Барвінки.

## Загальні відомості
Територією ради протікає річка Ірша.

## Населені пункти
Сільській раді були підпорядковані населені пункти:
- с. Барвінки
- с. Загребля
- с. Новобратське

## Населення
Відповідно до результатів перепису населення 1989 року, кількість населення ради, станом на 12 січня 1989 року, становила 1 931 особу.
Станом на 5 грудня 2001 року, відповідно до перепису населення України, кількість мешканців сільської ради становила 1 544 особи.

## Склад ради
Рада складалась з 16 депутатів та голови.

### Керівний склад попередніх скликань
| ПІБ                             | Основні відомості                                                                       | Дата обрання | Дата звільнення |
| ------------------------------- | --------------------------------------------------------------------------------------- | ------------ | --------------- |
| Фещенко Василь Васильович       | Сільський голова, 1958 року народження, освіта середня спеціальна, безпартійний         | 26.03.2006   | 31.10.2010      |
| Фещенко Василь Васильович       | Сільський голова, 1958 року народження, освіта середня спеціальна, безпартійний         | 31.10.2010   | 12.03.2014      |
| Недашківська Людмила Миколаївна | Сільський голова, 1971 року народження, освіта середня спеціальна, член Народної партії | 26.10.2014   |                 |

Примітка: таблиця складена за даними джерела

## Історія
Раду утворено 9 вересня 1939 року в складі сіл Барвінки, Загребля, Новобратське, Ручаївка та Тростяниця Чоповицької селищної ради Чоповицького району Житомирської області.
Станом на 1 вересня 1946 року сільська рада входила до складу Чоповицького району Житомирської області, на обліку в раді перебувало с. Барвінки та хутори Загребля, Новобратське і Тростяниця.
5 березня 1959 року до складу ради було включено села Крушники та Кутище Шевченківської сільської ради, передано до складу Устинівської сільської ради Загреблю і Тростяницю.
Станом на 1 січня 1972 року сільська рада входила до складу Малинського району Житомирської області, на обліку в раді перебували села Барвінки, Крушники, Кутище та Новобратське.
12 серпня 1974 року до складу ради повернуто с. Загребля та підпорядковано села Тишів і Шевченкове Головківської сільської ради. 17 вересня 1984 року села Крушники, Кутище, Тишів та Шевченкове передано до складу відновленої Шевченківської сільської ради.
Припинила існування 30 грудня 2016 року через об'єднання до складу Чоповицької селищної територіальної громади Житомирської області.
Входила до складу Чоповицького (9.09.1939 р.), Малинського (28.11.1957 р., 4.01.1965 р.) та Коростенського (30.12.1962 р.) районів.